# Paraíso (Angola)
Paraíso (deutsch: Paradies) ist eine Hüttensiedlung im Großraum Luanda mit rund 180.000 Einwohnern. Sie ist einer der größten Slums (musseques) von Angola.

## Lage
Paraíso befindet sich in der Comuna Kikolo im Município Cacuaco auf einem Hügel umgeben von Marschland und Müllhalden. Es gibt nur eine nicht asphaltierte Zugangsstraße, die nach starken Regenfällen unpassierbar ist.

## Geschichte
Von 1980 bis 1990 war das Viertel von Bauern bewohnt, die dort Landwirtschaft betrieben. Ab 1992 kamen zunächst Bewohner, die aus dem Viertel Boa Vista in Luanda vertrieben wurden, danach gab es  Flüchtlingswellen aus den Provinzen Huambo, Bié, Benguela, Cuando Cubango und Uíge. Im Jahr 2000 wurde Paraíso als Stadtviertel (bairro) gegründet. Der „Häuserbau“ wurde legalisiert. Die Einwohner bauten sich Behausungen aus Zelten, Pappe und Zink. Ein Nachbarschaftskomitee wurde gegründet, um die größten Probleme der Gemeinde, wie Kriminalität, das Fehlen von Einrichtungen der Grundversorgung und Arbeitsplätzen zu lösen. Ein Jahr später wurden Bürgerpatrouillen gegründet, um für mehr Sicherheit, insbesondere nachts, zu sorgen. Im Jahr 2002 wählten die Einwohner den ersten Stadtviertelkoordinator. 2004 wurde die erste medizinische Versorgungsstation sowie zwei Grundschulen durch den von der Weltbank finanzierten Sozialhilfefonds (Fundo de Apoio Social – FAS) eingerichtet. 2007 wurde die sogenannte „chinesische Primarschule“ (bis zur 9. Klasse) eingeweiht, die jedoch ein japanisches Unternehmen gebaut hat. Im gleichen Jahr gab es die ersten mobilen Polizeikräfte im Viertel. 2010 eröffnete ein ehemaliger Slumbewohner eine Berufsschule, 2013 wurde eine Sekundarschule (Mittelschule) eröffnet. 2014 wurde die erste Polizeistation eingeweiht, nachdem im Juli 2013 drei Polizisten der Nationalen Polizei im Viertel ermordet worden waren. Das größte Problem ist aber weiterhin die Sicherheit. Die Bewohner erklären, es sei gefährlich, sich außerhalb ihrer direkten Nachbarschaft aufzuhalten. Sie fühlen sich außerdem machtlos gegen  marodierende, bewaffnete Banden, die ihre Hütten plündern. Im Juli 2018 wurde der stellvertretende Polizeichef der Nationalpolizei in Paraíso bei einem Überfall erschossen, als er Taxi fuhr.

## Bevölkerungsentwicklung
| Jahr | Einwohnerzahl |
| ---- | ------------- |
| 2006 | 34.200        |
| 2008 | 65.136        |
| 2010 | 106.556       |
| 2015 | 180.000       |

## Infrastruktur
Es gibt einige staatliche Primarschulen, jedoch nur eine staatliche Sekundarschule mit 12 Klassenzimmern für jeweils 45–50 Schüler. Der Unterricht wird in drei Schichten durchgeführt. Da der Staat nicht genügend Schulen und Kliniken zur Verfügung stellt, haben sich Privatschulen und Privatkliniken etabliert. Diese sind oft von niedriger Qualität und teuer. Es gibt in Paraíso jedoch auch eine Privatklinik mit qualifiziertem Personal und Ausrüstung. Das größte Problem stellt die fehlende Infrastruktur für Elektrizität, Trinkwasser und Sanitäranlagen sowie die Sicherheit dar.

## Nachbarschaftskomitee
Die Mitglieder des Nachbarschaftskomitees werden von den Einwohnern der verschiedenen Abschnitte des Stadtviertels gewählt. Die Führung wird jedoch von der MPLA bestimmt oder der Kandidat bedarf zumindest der Zustimmung der Partei. Sie üben eine wichtige politische Kontrolle aus und dienen der Informationsbeschaffung für den Geheimdienst. Das Komitee wird von den Einwohnern als verlängerter Arm der Staatsregierung betrachtet. Die Mitglieder des Komitees werden nicht von der Regierung bezahlt, sondern deren einzige Einnahmequelle sind die Gebühren, die sie erheben. Das fördert die Vetternwirtschaft und Korruption.

## Kirchen
Die zweitwichtigste Einrichtung sind die Kirchen. Neben der katholischen Kirche haben sich zahlreiche „charismatische“ Kirchen etabliert, die beispielsweise mit lauter Rock-Musik vor dem Gottesdienst um Mitglieder werben. Die meisten dieser Kirchen erheben Mitgliedschaftsbeiträge. Deren Pastoren gehören zu den Besserverdienern des Viertels.

## Beschäftigung
Die Arbeitslosenquote in Paraíso beträgt 17,4 %. Von den Haushaltsvorständen sind 26,4 % im Privatsektor, 13,2 % im öffentlichen Dienst und 12,4 % als Selbstständige beschäftigt. Eine weit verbreitete Einnahmequelle ist der informelle Sektor wie Straßen- und Haustürverkäufer, der Betrieb von Kiosken und einfachen Hausbars, wo selbst gebrannter Schnaps verkauft wird, oder Motorradtaxifahrer. Das durchschnittliche Haushaltseinkommen im Viertel lag 2016 bei 44.137 Kwanzas im Monat.

## Eigentumsverhältnisse
In Paraíso haben 96 % der Bewohner ihren Grundbesitz käuflich erworben. Der durchschnittliche Kaufpreis lag im Jahr 2012 bei 150 US-Dollar pro m². Jedoch wurden nur 6,8 % der Kaufverträge mit offiziell anerkannten Dokumenten durchgeführt.